# أيام في الحلال (فلم)
أيام في الحلال  فيلم دراما مصري للمخرج حسين كمال عام 1985 عن قصة إحسان عبد القدوس  وكتب السيناريو والحوار السيناريست مصطفى محرم. الفيلم من بطولة منتجة الفيلم نبيلة عبيد، ومحمود ياسين، مصطفى فهمي، رجاء الجداوي، وحمدي الوزير  وتدور أحداثه حول سميحة الشابة الجميلة في صباح ليلة ارتباطها بالشاب ضعيف الشخصية مدحت وظهور مجدي، الرجل مكتمل الرجولة، في حياة سميحة ليجعلها لا تحصل على أي فرصة لتحب زوجها.
صدر الفيلم إلى دور العرض المصرية في 18 يونيو 1985.
كان العرض الأول بدار سينما ديانا بوسط القاهرة.
منح موقع قاعدة بيانات الأفلام على الإنترنت (IMDB) الفيلم درجة 5.8/ 10.
منح موقع قاعدة بيانات الأفلام العربية "السينما.كوم" الفيلم درجة 4.8/ 10.

## طاقم التمثيل
نبيلة عبيد: في دور سميحة
محمود ياسين: في دور مجدي عبد الرحمن
مصطفى فهمي: في دور مدحت (زوج سميحة)
رجاء الجداوي: في دور سهام (زوجة مجدي)
حمدي الوزير: في دور حسام (شقيق سميحة)
نادية عزت: في دور إعتماد (شقيقة سميحة)
سامي كامل: في دور هشام (ابن خال سهام)
محمد الصيرفي: في دور فايق
صلاح نظمي: في دور شاكر بك (مدير الشركة وخال مدحت)
بالاشتراك مع: زيزي الشوربجي - نبيلة حسن - والأطفال: ليزا – مروان منير (أبناء مجدي وسهام)

## أحداث الفيلم
تلتقي سميحة (نبيلة عبيد)، سكرتيرة شاكر بك (صلاح نظمي)، بمجدي عبد الرحمن (محمود ياسين) في صبيحة يوم خطبتها على مدحت (مصطفى فهمي) ابن شقيقة مديرها شاكر. يبدو إعجاب مجدي بسميحة منذ أول لحظة لقاء حتى أنه يرسل لها هدية ثمينة بمناسبة خطوبتها بعد ساعات قليلة من أول لقاء. يعيش مجدي حياة رتيبة مع زوجته سهام (رجاء الجداوي) وابناءه (ليزا ومروان منير)، بينما تعاني سميحة من ضعف شخصية مدحت وانصياعه التام لأوامر خاله أو لطلباتها دون أي مناقشة.
يقوم مجدي بملاحقة سميحة في أماكن تواجدها بينما تشعر سميحة باهتمام غير عادي من مجدي الذي يصارحها بحاجته لوجودها الدائم معه. تتزوج سميحة من مدحت ويظل مجدي يلاحقها وتشعر سميحة بالفارق الكبير بين شخصية مدحت وضعفها وشخصية مجدي فائقة القوة والعقلانية. يقبل مدحت العمل مع مجدي ويدعوه لحضور العشاء مع زوجته سهام التي تبدو لسميحة شخصية رائعة، دائمة الرعاية لزوجها. تنهار أعصاب سميحة وتثور في وجه مجدي وهي تطالبه بترك مساحة لها لتتمكن من أن تحب زوجها. تتوتر العلاقة بين سميحة ومدحت ويحدث الطلاق المحتم، ويصارحها مجدي بحبه وتنهار قوتها في الموافقة. تلاحقها سهام بعروض الزواج كما يلاحقها شقيقها حسام (حمدي الوزير) بعروض الزواج وبالمراقبة الدائمة، وعندما يفاجئم معاً في بيتها يصر على زواجهم ويسعد مجدي بذلك، وتبارك إعتماد (نادية عزت) شقيقة سميحة زواجها. يسافر مجدي وسميحة إلى لندن حيث تجد السعادة والهناء ولكن تنتهي فترة الحلم بالعودة إلى القاهرة، وهناك تسأل مجدي ابنته منى (ليزا) هل سيتزوج امرأة غير أمها؟ ويعرف مجدي أن حياته مع سميحة لن تستقيم. يرفض مجدي إعلان زواجه من سميحة، ويستيقظ ذات يوم ليجد خطاب من سميحة تعلنه بنهاية قصتهم.

## بطلة الفيلم
اعتادت نبيلة عبيد الكشف عن عمل فني جديد يوم احتفالها بعيد مولدها من كل عام، وكان هذا يتحول إلى أحاديث صحفية الفنية وقتها، وفي هذا السياق نشرت نبيلة عبيد على حسابها الرسمي على الانستجرام عن كواليس إعلانها عن فيلم "أيام في الحلال" وكتبت: "من المعروف أن في حفل عيد ميلادي دايما كنت بعلن فيه من خلال تورتة كبيرة عن اسم الفيلم اللي حقدمه في العام الجديد، وعدسات مصوري الصحافة كانت بتهتم جدا بتصويري مع نجوم الفيلم الجديد كخبر فني هام، ومن الحفله دي كان فيلم أيام في الحلال موضع الاهتمام وفعلا كان النجاح حليفه جماهيريا وعلى مستوى الصحافة والنقاد عند عرضه." وقالت عبيد أيضاً: "من الحاجات اللي بفتخر بيها إني قدمت للسينما أفلام من إنتاجي واختياراتي من القصص الأدبية اللي كنت أشوف إنها تصلح لتحويلها إلى فيلم سينمائي .. و ده كان معروف عني إن أي رواية جديدة كنت على طول اشترى حقوق إنتاجها سواء من إنتاج شركة أفلام نبيلة عبيد أو التنازل عنها للمنتج اللي يحب يتعاقد معايا ..  وأيام في الحلال من الأفلام ديه اللي أفتخر بإنتاجها وبطولتها، وكل اللي اشتغل وشارك في الفيلم ده كان عظيم سواء أمام الكاميرا أو خلفها."
تحدث الأديب إحسان عبد القدوس عن بعض الممثلين والممثلات الذين جسدوا شخصياته في السينما، والممثلة "نبيلة عبيد" أدت له العديد من الأعمال، فوصفها النقاد بأنها كانت نقلة كبيرة في مشوارها الفني، حيث قالت نبيلة عبيد عن إحسان عبد القدوس "لقد كان سببًا في وجودي في عالم السينما، فلولاه لما كانت نبيلة عبيد، فقد كان ينتقي لي أدواري ويعطيني العديد من النصائح، لذا فأنا ممتنه له.

## وصلات خارجية
- مقالات تستعمل روابط فنية بلا صلة مع ويكي بيانات
- أيام في الحلال على موقع الدهليز
- أيام في الحلال على موقع كاروهات

https://m.cinemagia.ro/filme/ayam-fi-al-halal-185895/ أيام في الحلال (فيلم)
https://www.avclub.com/film/reviews/marital-bliss-1985 أيام في الحلال (فيلم)
https://www.csfd.cz/film/236686-ayam-fi-al-halal/filmoteka/ أيام في الحلال (فيلم)
https://www.filmweb.pl/film/Ayam+fi+al+halal-1985-467799 أيام في الحلال (فيلم)